# تری زوایگف
تری زوایگُف (انگلیسی: Terry Zwigoff؛ زادهٔ ۱۸ مهٔ ۱۹۴۹) کارگردان آمریکایی است که کارهایش اغلب با آدم‌های ناسازگار، ضدقهرمان‌ها و مضامین از خود بیگانگی سر و کار دارد.

## فیلم‌شناسی
| سال  | فیلم                  | کارگردان | نویسنده | تهیه‌کننده | توضیحات |
| ---- | --------------------- | -------- | ------- | --------- | ------- |
| ۱۹۸۵ | لویی بویی             | آری      |         | آری       | مستند   |
| ۱۹۹۴ | کرامب                 | آری      |         | آری       | مستند   |
| ۲۰۰۱ | دنیای روح             | آری      | آری     |           |         |
| ۲۰۰۳ | سانتای بد             | آری      |         |           |         |
| ۲۰۰۶ | محرمانهٔ مدرسهٔ هنر     | آری      |         |           |         |
| ۲۰۱۷ | چشم‌اندازهای جوانه زدن | آری      |         | آری       |         |